# Adam Zamenhof

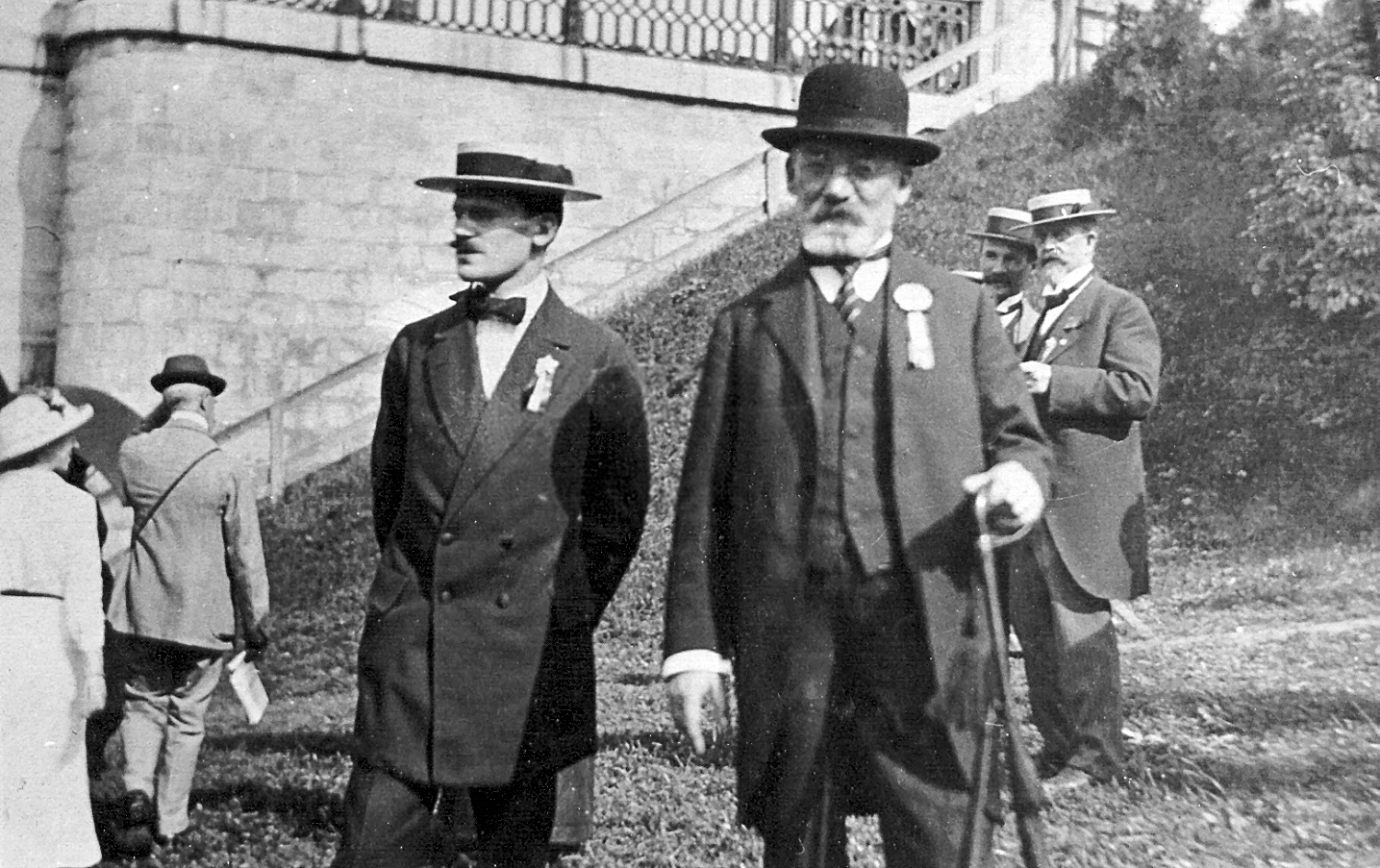
Adam Zamenhof (links) mit seinem Vater Ludwik, Bern 1913

Adam Zamenhof (* 11. Juni 1888; † 29. Januar 1940 in Palmiry bei Warschau) war ein polnisch-jüdischer Esperantist und Augenarzt.

## Leben

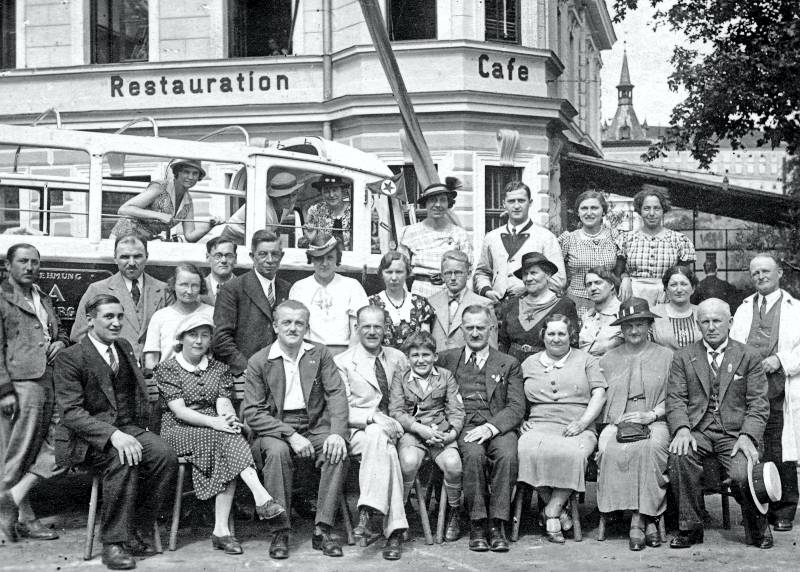
Die Zamenhofs (erste Reihe mittig), während des Esperanto-Weltkongresses 1936 in Wien

Adam Zamenhof wurde als Sohn von Ludwik Zamenhof, welcher 1887 die Grundlage für die Plansprache Esperanto veröffentlicht hatte, und Klara Zamenhof, geb. Silbernik, geboren. Adam Zamenhof hatte zwei Schwestern: Sofija (1889–1942, Kinderärztin, Treblinka) und Lidia (1904–1942, Rechtsanwältin, Treblinka).
1912 schloss er an der Universität Lausanne mit der Schrift Contribution à l'étude de l'étiologie et des variations de l'astigmatisme cornéen sein Medizinstudium ab und erlangte 1914 in Kiew sein Staatsexamen.
Am 6. September 1939 wurde Adam Zamenhof zum Chefarzt der Augenklinik und am 16. September im Zuge der Kriegshandlungen zum Direktor des Jüdischen Krankenhauses in Warschau ernannt. Schon am 1. Oktober 1939 verhafteten ihn die Nazis direkt im Krankenhaus. Er kam in das Gefängnis Danilowiczowska. Drei Monate nach seiner Festnahme wurde er im Wald von Kampinos bei Palmiry mit anderen Opfern der AB-Aktion erschossen.
Er war mit Wanda, geb. Frenkel (1893–1954), verheiratet und sie hatten einen Sohn, Louis-Christophe Zaleski-Zamenhof (* 1925).